# Piotr Haczek
Piotr Haczek (Żywiec, 26 gennaio 1977) è un ex velocista polacco.

## Palmarès
| Anno | Manifestazione    | Sede        | Evento      | Risultato  | Prestazione | Note |
| ---- | ----------------- | ----------- | ----------- | ---------- | ----------- | ---- |
| 1995 | Europei juniores  | Nyiregyhaza | 400 m piani | 6º         | 47"42       |      |
| 1995 | Europei juniores  | Nyiregyhaza | 4×400 m     | Bronzo     | 3'09"65     |      |
| 1996 | Mondiali juniores | Sydney      | 400 m piani | 5º         | 46"29       |      |
| 1996 | Mondiali juniores | Sydney      | 4×400 m     | 6º         | 3'08"40     |      |
| 1996 | Giochi olimpici   | Atlanta     | 4×400 m     | 6º         | 3'00"96     |      |
| 1997 | Europei under 23  | Turku       | 400 m piani | Argento    | 45"72       |      |
| 1997 | Europei under 23  | Turku       | 4×400 m     | Oro        | 3'03"07     |      |
| 1997 | Mondiali          | Atene       | 4x400 m     | Bronzo     | 3'00"26     |      |
| 1998 | Europei           | Budapest    | 400 m piani | 5º         | 45"46       |      |
| 1998 | Europei           | Budapest    | 4×400 m     | Argento    | 2'58"88     |      |
| 1999 | Mondiali indoor   | Maebashi    | 4x400 m     | Argento    | 3'03"01     |      |
| 1999 | Europei under 23  | Goteborg    | 400 m piani | Oro        | 45"78       |      |
| 1999 | Europei under 23  | Goteborg    | 4×400 m     | Argento    | 3'03"22     |      |
| 1999 | Mondiali          | Siviglia    | 4x400 m     | Oro        | 2'58"91     |      |
| 2000 | Giochi olimpici   | Sydney      | 400 m piani | Semifinale | 45"66       |      |
| 2000 | Giochi olimpici   | Sydney      | 4×400 m     | 6º         | 3'03"22     |      |
| 2001 | Mondiali indoor   | Lisbona     | 4x400 m     | Oro        | 3'04"47     |      |
| 2001 | Mondiali          | Edmonton    | 4x400 m     | Bronzo     | 2'59"71     |      |

## Altre competizioni internazionali
2001
- Coppa Europa di atletica leggera ( Brema)